# Mark Canton

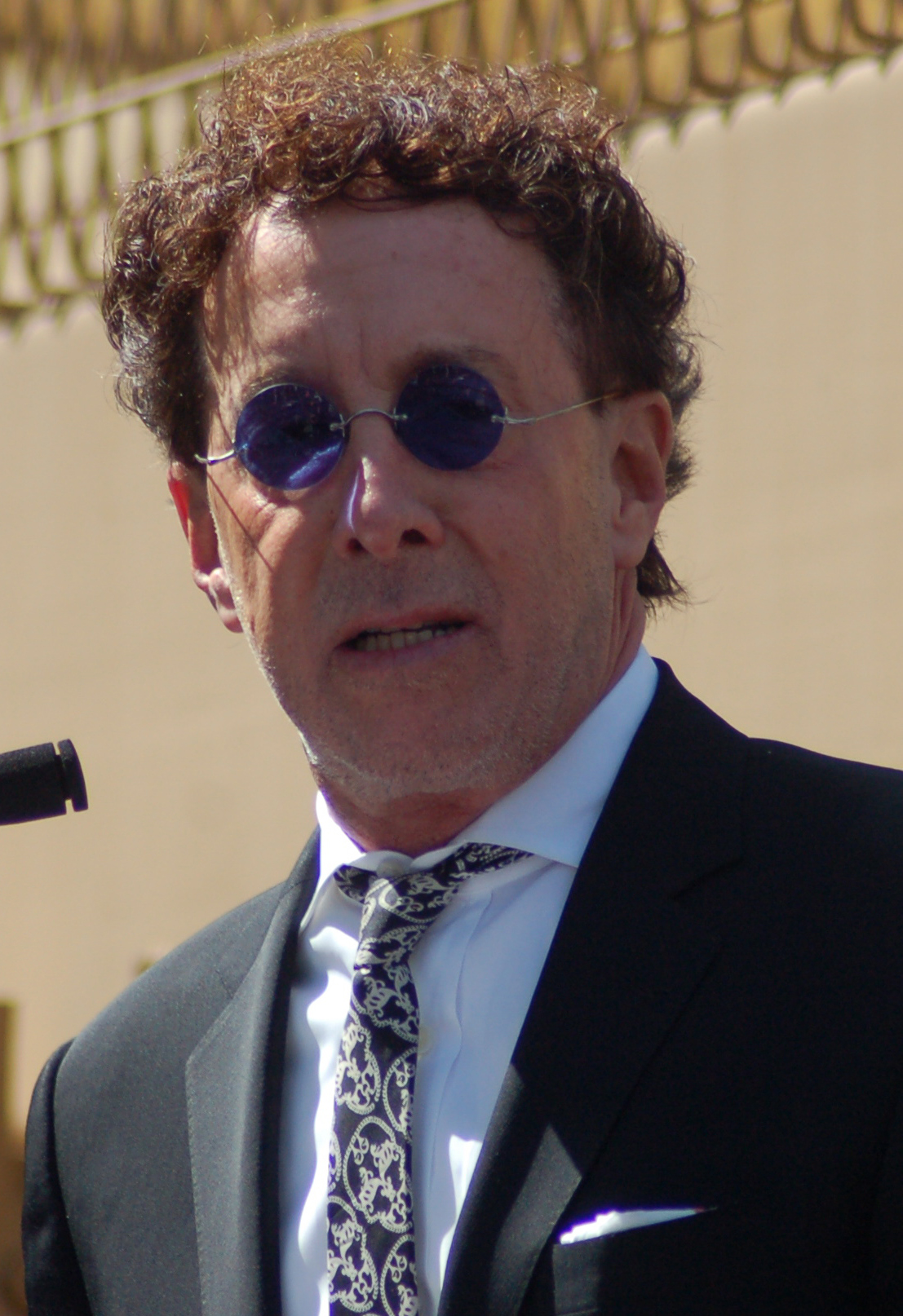
Mark Canton, den 26 mars 2010.

Mark Clifford Canton, född 19 juni 1949 i Queens i New York, är en amerikansk filmproducent. Efter att ha arbetat i postrummet på Warner Bros. samtidigt som han studerade på UCLA i Los Angeles, började han arbeta för 20th Century Fox (numera 20th Century Studios), följt av ytterligare arbeten hos filmregissören Franklin Schaffner och producenten Jon Peters, samt som verkställande assistent till Mike Medavoy på United Artists (1970-talet). Han är yngre bror till Neil Canton, som även han arbetar som filmproducent.
Canton har tidigare varit gift med den Oscarvinnande producenten Wendy Finerman. Han har tre barn tillsammans med henne.

## Filmografi (i urval)
Canton var producent i alla filmer om inget annat anges.

### Film
| År   | Film                        | Kredit             | Pris | Intäkter              |
| ---- | --------------------------- | ------------------ | --- | --------------------- |
| 1998 | Jack Frost                  |                    | | 34,6 miljoner dollar  |
| 2000 | Get Carter                  |                    | | 19,4 miljoner dollar  |
| 2000 | Red Planet                  |                    | | 33,5 miljoner dollar  |
| 2001 | Angel Eyes                  |                    | | 29,7 miljoner dollar  |
| 2002 | Trapped                     | Exekutiv producent | | 13,4 miljoner dollar  |
| 2004 | Taking Lives                |                    | | 65,5 miljoner dollar  |
| 2004 | Godsend                     | Exekutiv producent | | 30,1 miljoner dollar  |
| 2005 | Land of the Dead            |                    | Nominerad till en Saturn Award för bästa skräckfilm Nominerad till en Empire Award för bästa skräckfilm Nominerad till ett Fangoriapris för bästa film med bred release Nominerad till en Teen Choice Award för bästa sommarfilm | 47,8 miljoner dollar  |
| 2006 | 300                         |                    | Saturn Award för bästa action- eller äventyrsfilm Nominerad till en Empire Award för bästa sci-fi/fantasy Nominerad till en MTV Movie Award för årets film Nominerad till en MTV Russia Movie Award för bästa internationella film Nominerad till en National Movie Award för bästa action- eller äventyrsfilm Nominerad till en People's Choice Award för favoritactionfilm Nominerad till en Satellite Award för bästa animerade film eller multimediafilm Nominerad till en Teen Choice Award för bästa actionfilm | 456,1 miljoner dollar |
| 2007 | Full of It                  |                    | | 500 000 dollar        |
| 2008 | Spiderwick                  |                    | Nominerad till en Saturn Award för bästa fantasyfilm | 162,8 miljoner dollar |
| 2009 | A Perfect Getaway           |                    | | 22,9 miljoner dollar  |
| 2009 | Fame                        |                    | | 80,2 miljoner dollar  |
| 2010 | Letters to Juliet           |                    | Nominerad till en Teen Choice Award för bästa romantikfilm | 82,1 miljoner dollar  |
| 2010 | Piranha 3D                  |                    | Nominerad till en Dorian Award för årets campyfilm Nominerad till en Scream Award för bästa skräckfilm | 83,7 miljoner dollar  |
| 2011 | Immortals                   |                    | Nominerad till en Saturn Award för bästa fantasyfilm | 226,9 miljoner dollar |
| 2012 | The Cold Light of Day       | Exekutiv producent | | 25,4 miljoner dollar  |
| 2012 | Piranha 3DD                 |                    | Nominerad till en Teen Choice Award för bästa skräckfilm | 8,5 miljoner dollar   |
| 2012 | Freelancers                 | Exekutiv producent | | 370 000 dollar        |
| 2013 | Escape Plan                 |                    | | 137,3 miljoner dollar |
| 2014 | 300: Rise of an Empire      |                    | | 337,6 miljoner dollar |
| 2014 | Cake                        |                    | | 2,9 miljoner dollar   |
| 2014 | Outcast                     | Exekutiv producent | | 4,8 miljoner dollar   |
| 2014 | The Pyramid                 |                    | | 16,9 miljoner dollar  |
| 2015 | The Last Witch Hunter       |                    | | 140,4 miljoner dollar |
| 2017 | Phoenix Forgotten           |                    | |                       |
| 2018 | Den of Thieves              |                    | |                       |
| 2018 | Escape Plan 2: Hades        |                    | |                       |
| 2018 | Final Score                 | Exekutiv producent | |                       |
| 2019 | After                       |                    | |                       |
| 2019 | Escape Plan: The Extractors |                    | |                       |
| 2020 | After We Collided           |                    | |                       |
| 2021 | After We Fell               |                    | |                       |
| 2022 | After Ever Happy            |                    | |                       |
| 2023 | After Everything            |                    | |                       |
| 2024 | Arthur the King             |                    | |                       |
| 2024 | The Strangers: Chapter 1    |                    | |                       |
| 2025 | Den of Thieves: Pantera     |                    | |                       |
| 2025 | The Strangers: Chapter 2    |                    | |                       |
| 2025 | Red Sonja                   |                    | |                       |
| TBA  | The Strangers: Chapter 3    |                    | |                       |

Produktionsledare
| År   | Film         | Roll                         | Intäkter             |
| ---- | ------------ | ---------------------------- | -------------------- |
| 1980 | Tom i bollen | Ansvarig chef för produktion | 39,8 miljoner dollar |

Diverse besättning
| År   | Film               | Roll             |
| ---- | ------------------ | ---------------- |
| 1974 | Pelham 1-2-3 kapat | Produktionshjälp |

Tack
| Year | Film    | Role           |
| ---- | ------- | -------------- |
| 2013 | Getaway | Speciellt tack |

### TV
| År        | Titel                         | Kredit             | Pris                                                     |
| --------- | ----------------------------- | ------------------ | -------------------------------------------------------- |
| 1999−2001 | Jack & Jill                   | Exekutiv producent |                                                          |
| 2014–20   | Power                         | Exekutiv producent | Nominerad till en NAACP Image Award för bästa dramaserie |
| 2020      | The Freak Brothers            | Exekutiv producent |                                                          |
| 2020−21   | Power Book II: Ghost          | Exekutiv producent |                                                          |
| 2021      | Power Book III: Raising Kanan | Exekutiv producent |                                                          |
| 2022      | Power Book IV: Force          | Exekutiv producent |                                                          |
| 2024      | The Spiderwick Chronicles     | Exekutiv producent |                                                          |